# Арзуманян, Павел Рубенович
Павел Рубенович Арзуманян (21 декабря 1923, Чарджоу — 20 мая 2010) — доктор сельскохозяйственных наук (1973), профессор, заместитель председателя Госплана Армянской ССР (1974—1981), директор Армянского НИИ виноградарства (1981—1995). Был депутатом Верховного Совета и председателем постоянно действующей с/х комиссии Верховного совета Армении. Один из ведущих специалистов в области плодоводства и виноградарства, член-корреспондент Итальянской академии сельскохозяйственных наук, с 1988 года — академик ВАСХНИЛ.

## Биография
Павел Рубенович родился 21.12.1923 г. в городе Чарджоу Туркменской Республики.
В 1943 г. окончил среднюю специальную артиллерийскую школу и был призван в армию, где служил до 1947 г. Участник Великой Отечественной войны.
После окончания службы в армии в 1947 году поступил в Армянский сельскохозяйственный институт. В 1949 г. был переведен на учёбу в Московскую сельскохозяйственную академию имени К. А. Тимирязева, которую окончил в 1952 г. Учёбу в академии совмещал с работой агронома в Тамбовской области.
После окончания учёбы в 1952 г. был направлен в партийную школу при ЦК КП Армении в качестве преподавателя основ сельского хозяйства.
В течение 10 лет работал в ЦК КП Армении в качестве инструктора, заместителя заведующего, а затем заведующего сельскохозяйственным отделом.
В 1963 г. назначен директором Армянского НИИ виноградарства, виноделия и плодоводства, где проводил активную научно-исследовательскую работу.
В 1965 г. защитил кандидатскую, а в 1973 г. — докторскую диссертации. В 1983 году П. Р. Арзуманяну присвоено учёное звание профессора.
В 1974 г. был выдвинут на должность заместителя председателя Госплана Армянской ССР, на которой проработал до 1981 г.
С 1981 до 1995 г. был директором Армянского НИИ виноградарства, виноделия и плодоводства, а затем — главным консультантом.

## Научная деятельность
П. Р. Арзуманян проводил широкомасштабные работы в сфере организации и развития сельскохозяйственной продукции. Особое внимание уделялось виноградарству, виноделию и пищевой промышленности.
Научно-исследовательские работы Арзуманяна П. Р. посвящены комплексному изучению экологических условий Армении для рационального размещения винограда и плодовых культур, сортоизучению, проблемам специализации отрасли. П. Р. Арзуманян особое внимание уделял проблемам определения эффективности и возможности дальнейшего развития плодоводства, виноградарства и на этой базе винодельческой и консервной промышленности. Научно-исследовательские работы П. Р. Арзуманяна получили признание в странах СНГ и за рубежом.
Значительны разработки П. Р. Арзуманяна по утилизации отходов продуктов переработки винограда и плодов для получения корма для животных.
За годы работы на должности директора Армянского научно-исследовательского института виноградарства, виноделия и плодоводства за достигнутые успехи институт был награждён орденом «Знак Почёта», а также удостаивался многочисленных грамот, дипломов, аттестатов, золотых и серебряных медалей.
Благодаря его активному содействию и повседневной работе с кадрами через соискательство и аспирантуру защищено 45 докторских и 80 кандидатских диссертаций.
Арзуманян П. Р. проявлял большую заботу и о посёлке Мерцаван, где находится институт.
Арзуманян П. Р. активно участвовал в общественной жизни республики. Был депутатом Верховного Совета и председателем постоянно действующей с/х комиссии Верховного совета Армении, многие годы членом президиума работников сельского хозяйства профсоюза Армении, являлся членом президиума Армянского общества культурной связи с заграницей, членом редакционной коллегии Армянской энциклопедии, а также многочисленных журналов.

## Труды
Результаты многолетних исследований обобщенны в двух монографиях и более 160 научных статьях, получены 10 авторских свидетельств.
- Плодоводство и виноградарство Армянской ССР / Арм. НИИ виноградарства, виноделия и плодоводства. — Ереван: Айастан, 1973. — 346 с.
- Выращивание саженцев яблони и винограда… на гидропонике / Соавт.: Снхчян Г. Л., Бабаханян М. А. // Садоводство и виноградарство. 1989. № 12. С. 21-23
- Эффективное направление производства сушеных плодов и винограда / Соавт.: Снапян Г. Г. и др. // Вестн. с.-х. науки. М., 1991. № 4. С. 141—144

## Награды
Награждён двумя орденами «Трудовое Красное Знамя» и орденом «Знак Почета», орденом «Отечественной войны», многими медалями, в том числе четырьмя золотыми и шестью серебряными медалями ВДНХ, а также многочисленными грамотами, дипломами и аттестатами.